# Volkszeitung (Kronstadt)
Die „Volkszeitung – Organ des Regionalparteikomitees und des Regionsvolksrates Stalin“ war eine deutschsprachige Wochenzeitung in Brașov (ehemals Kronstadt), Rumänien. Sie erschien vom 30. März 1957 bis zum 1. März 1968.
Der Untertitel des Zeitungsnamens ist eine Konsequenz des damaligen offiziellen Namens der Stadt. Brașov hieß in der Zeit von 1951 bis 1961 infolge des Personenkults um Stalin offiziell Orașul Stalin (Stalinstadt).
Chefredakteur war Eduard Eisenburger, damals der höchste Parteifunktionär der deutschen Minderheit in Rumänien. Die der Volkszeitung nachfolgende Publikation war  die „Karpatenrundschau -  Wochenschrift für Gesellschaft, Politik und Kultur“.